# 沙瓦讷 (谢尔省)
沙瓦讷（法語：Chavannes，法語發音：[ʃavan]）是法国谢尔省的一个市镇，位于该省西南部，属于圣阿芒蒙龙区。

## 地理
沙瓦讷（46°51'11"N, 2°22'33"E）面积24.06 平方千米，位于法国中央-卢瓦尔河谷大区谢尔省，该省份为法国中部省份，北起卢瓦雷省，西接卢瓦-谢尔省和安德尔省，南至克勒兹省，东南接阿列省，东临涅夫勒省。
与沙瓦讷接壤的市镇（或旧市镇、城区）包括：谢尔河畔新堡、圣日耳曼代布瓦、圣卢德绍姆、塞吕埃勒、于宰勒沃农。

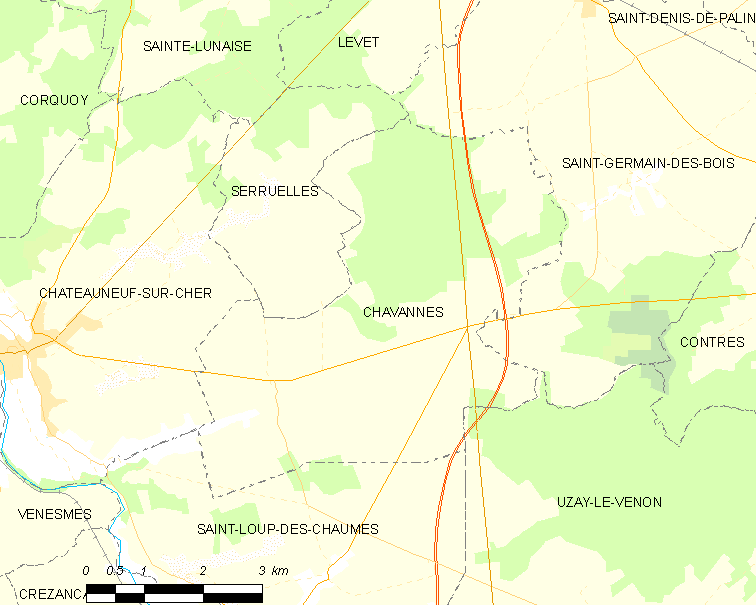
的OSM定位图

沙瓦讷的时区为UTC+01:00、UTC+02:00（夏令时）。

## 行政
沙瓦讷的邮政编码为18190，INSEE市镇编码为18063。

## 政治
沙瓦讷所属的省级选区为特鲁伊县。

## 人口

1962-2008年间人口变化图示

沙瓦讷于2022年1月1日时的人口数量为153人。